# Ummeliata angulituberis
Ummeliata angulituberis là một loài nhện trong họ Linyphiidae.
Loài này thuộc chi Ummeliata. Ummeliata angulituberis được Ryoji Oi miêu tả năm 1960.